# 拜錫瓦
35°48′N 0°16′W / 35.800°N 0.267°W

拜錫瓦（阿拉伯语：‎），是阿爾及利亞的城鎮，位於該國西北部，由奧蘭省負責管轄，是的首府，面積109平方公里，2009年人口18,215，人口密度每平方公里168人。